# Мале-Ґлісьно
Мале-Ґлісьно (пол. Małe Gliśno) — село в Польщі, у гміні Бруси Хойницького повіту Поморського воєводства.
Населення — 201 особа (2011).
У 1975-1998 роках село належало до Бидгощського воєводства.

## Демографія
Демографічна структура станом на 31 березня 2011 року:
|          | Загалом | Допрацездатний вік | Працездатний вік | Постпрацездатний вік |
| -------- | ------- | ------------------ | ---------------- | -------------------- |
| Чоловіки | 97      | 22                 | 66               | 9                    |
| Жінки    | 104     | 30                 | 60               | 14                   |
| Разом    | 201     | 52                 | 126              | 23                   |